# 伯納姆足球會
伯納姆足球會（Burnham F.C.）是一支位於英格蘭白金漢郡伯納姆的半職業足球會，目前於英格蘭足球南部聯賽角逐。

## 外部連結
- Official club website